# Trochiliidae
Cet article concerne les protozoaires. Pour les Colibris et les Oiseaux-mouches, voir Trochilidae.
Famille
Les Trochiliidae sont une famille de Ciliés de la classe des Cyrtophoria et de l’ordre des Cyrtophorida.

## Étymologie
Le nom de la famille vient du genre type Trochilioides, composé de Trochili-, par allusion au genre Trochilia de Dujardin (1841), et du suffixe grec -oïde, « qui a l'aspect de », littéralement « ressemble à Trochilia ».

## Description
Alfred Kahl qui, en 1931, plaçait le genre type Trochilioides dans la famille des Dysteriidae le décrit ainsi :

« Les trois ou quatre espèces de ce genre (Trochilioides) montrent une transition si nette entre les Dysteriidae, qui sont complètement ciliés ventralement, et ceux qui, en dehors du champ préoral, n'ont que la bande longitudinale, qu'un genre spécial est certainement nécessaire. La particularité est qu'à gauche de cette bande longitudinale se trouvent des restes des cils antérieurs sous forme de rangées longitudinales raccourcies. Ces rangées diminuent régulièrement de longueur de droite à gauche ; ils sont apparemment coupés en arc de cercle à travers la plaque sans cils envahissante. Le piège montre (parfois) des tiges délicates. Deux vacuoles contractiles à droite. Macronucléus à gauche d'aspect normal ; il apparaît plat dans sa partie ventrale ; plat et de forme convexe dans sa partie dorsale. »

## Habitat et répartition
Cette famille regroupe trente espèces recensées un peu partout sur le globe, sur terre et en mer.

## Liste des genres
Selon GBIF (11 décembre 2022) :
- Dysterioides Matthes, 1950
- Dysteropsis, l'un des synonymes de Trochilia
- Trochilia, créé par Dujardin en 1841, mais nomen nudum[note 3]
- Trochilioides Kahl, 2006, créé en 1931 par Kahl mais nomen nudum[3]
  - parmi les espèces, Trochilioides recta (basionyme Trochilia recta Kahl 1928)[3]
- Trochiloides, nom probablement erroné

## Systématique
Le nom valide de ce taxon est Trochiliidae Deroux, 1994.
Kahl classe le genre Trochilioides dans la famille des Dysteriidae.

## Publication originale
- Corliss et Pierre de Puytorac[Ed], « Classe des Phyllopharyngea de Puytorac et al., 1974. Sous-classe des Cyrtophoria Faure-Fremiet », dans Traité de zoologie. Anatomie, systématique, biologie. Tome 2. Infusoires ciliés. Fascicule 2. Systématique., Paris, Milan & Barcelone, Éditions Masson, 1994, p. 1-880